# Deidamia (thần thoại)
Trong thần thoại Hy Lạp, Deidamia (/ˌdeɪdəˈmaɪə/; tiếng Hy Lạp cổ: Δηϊδάμεια Deïdameia) là một công chúa xứ Scyros, con gái của vua Lycomedes.

## Thần thoại
Deidamia là một trong bảy người con gái của vua Lycomedes, người đã bí mật kết hôn với Achilles. Một vài dị bản của câu chuyện này cho rằng Achilles được giấu trong triều đình của Lycomedes như là một trong những người con gái của ông, một số thì nói là một người hầu gái dưới cái tên "Pyrrha". Cả hai người sớm nảy sinh tình cảm với nhau đến mức trở nên thân mật. Sau khi Odysseus tới cung điện của Lycomedes và vạch trần Achilles là một chàng trai trẻ,  người anh hùng này quyết định tham gia cuộc chiến tranh thành Troia cùng với người bạn Patroclus, bỏ lại phía sau mình người vợ Deidamia.
Nhiều năm sau, Deidamia cố gắng thuyết phục con trai mình là Neoptolemus đừng theo cha mình tham gia cuộc chiến tranh ấy, nhưng sau cái chết của Achilles, Neoptolemus tới tham gia cuộc chiến tranh thành Troia như là Aristos Achaion kế tiếp. Sau khi chiến tranh kết thúc, Deidamia được Neoptolemus gả cho người nô lệ của anh là Helenus, con trai của Priam, người được anh đưa tới Epirus. Sau này, Neoptolemus bị Orestes giết khi người con trai này của Agamemnon tức điên lên.
Trong một vài dị bản, Achilles và Deidamia còn có người con trai khác là Oneiros (Ὄνειρος). Anh cũng bị Orestes giết vì Orestes không nhận ra anh ở Phocis khi hai người đang tranh giành nhau chỗ dựng lều trại.